# Nihon Kaika Shōshi
Nihon Kaika Shōshi (日本開化小史) (« Courte histoire du Japon ») est une série de Taguchi Ukichi publiée entre 1877 et 1882. Elle regroupe 13 chapitres édités en 6 volumes. 
Elle est influencée par le mouvement Bunmei-kaika auquel appartient son auteur, mais aussi par l'historiographie occidentale.